# Philippe Battaglia
Philippe Battaglia (12 de setembro de 1958) é um iatista monegasco. Participou dos Jogos Olímpicos de Verão de 1988, mas não ganhou medalhas.